# Seeschlacht bei Fehmarn (1644)
In der Seeschlacht bei Fehmarn (dänisch/schwedisch Femern) vernichteten am 13. Oktober 1644 die verbündeten Schweden und Niederländer eine dänische Flotte. Mit der Niederlage der Dänen endete ihre bisherige Seeherrschaft in der Ostsee.

## Vorgeschichte
In der Schlussphase des Dreißigjährigen Kriegs hatte Schweden 1643 überraschend Dänemark angegriffen. Der schwedische Feldmarschall Lennart Torstensson war mit seinen Truppen über Holstein und Schleswig in Dänemark eingefallen und hatte Jütland besetzt. Das Übersetzen nach Seeland und somit einen Vormarsch auf Kopenhagen hatte die dänisch-norwegische Flotte jedoch verhindern können. Die Landungsflotte der mit den Schweden verbündeten Niederländer war im Mai 1644 in der Seeschlacht im Lister Tief in der Nordsee zurückgeschlagen worden, und die schwedische Ostseeflotte blieb trotz ihrer zahlenmäßigen Überlegenheit auch nach der Seeschlacht auf der Kolberger Heide im Juli 1644 zunächst in der Kieler Förde blockiert.

## Schlacht im Fehmarnbelt
Als die Niederländer mit neuen Verstärkungen doch noch in die Ostsee vorstießen, konnte die schwedische Flotte aus der Kieler Förde entkommen und sich mit dem vom niederländischen Industriellen Louis de Geer gecharterten Geschwader vereinigen. Das Kommando übernahm Torstenssons Stellvertreter Carl Gustaf Wrangel. Die Verbündeten verfügten über doppelt so viele Linienschiffe wie die Dänen sowie über zahlreiche kleinere Schiffe. Die vereinigte schwedische und niederländische Flotte suchte die dänisch-norwegischen Schiffe ab dem 3. Oktober im Seegebiet zwischen Wismar, Bornholm und Møn. Dabei entdeckten sie die dänisch-norwegische Flotte am 11. Oktober 1644 vor Fehmarn, aber die Zeit war bereits zu weit fortgeschritten. Am 12. Oktober verschlechtert sich das Wetter und es kam somit nicht zum Kampf. Beide Flotten lagen nur wenige Kilometer voneinander entfernt vor Anker. Als am Morgen des 13. Oktober 1644 eine leichte Brise aus Ost wehte gingen die Schiffe ankerauf.

### Vorbereitungen

#### Vereinigte niederländisch schwedische Flotte
Wrangel teilte die schwedische Flotte in zwei Geschwader auf. Das erste Geschwader unter seiner Führung an Bord der Smålands Lejon und das zweite Geschwader unter Vizeadmiral Peter Blum an Bord der Draken. Die niederländische Flotte wurde in drei Geschwader aufgeteilt. Das erste Geschwader unter Thijssen Anckerhjelm an Bord der Jupiter, das zweite Geschwader unter Hendrik Gerretsen auf der Groote Dolphin und das dritte Geschwader unter Pieter Marcussen auf der Groote Vlissingen.

#### Dänisch-Norwegische Flotte
Pros Munds Flotte war durch das vorherige schlechte Wetter verstreut und musste erst eingesammelt werden. Die Schiffe wurden in zwei Geschwader aufgeteilt.
Das erste Geschwader unter der Führung von Pros Mund auf der Patientia und das zweite Geschwader unter Joachim Grabow auf der Lindormen.

### Ablauf

Links Enterung der dänischen Patientia, rechts daneben Vernichtung der Lindormen, ganz rechts unbekanntes dänisches Schiff in Flammen

Pros Mund Flotten hatten achterlichen Wind und er entschied anzugreifen, als er eine Lücke zwischen den Geschwadern von Thijssen Anckerhjelm und Peter Blum entdeckte.
Gegen 10 Uhr trafen die größeren Schiffe der Flotten aufeinander und begannen zu schießen. Inzwischen hatte der Wind zu Gunsten der schwedischen Geschwader gedreht und die kleineren Schiffen der Dänisch-Norwegischen Flotte mussten sich zurückziehen, dabei wurden sie von den beiden Geschwadern der Niederländer abgefangen und beschossen. Aus dem anfänglich koordiniertem Vorgehen wurden viele kleine Scharmützel.
Die schwedische Smålands Lejon griff das dänisch-norwegische Flaggschiff Patientia an und erhielt dabei so schwere Schäden an Rumpf und Rigg, dass sie sich frühzeitig aus dem Kampf zurückziehen musste. Die schwedischen Schiffe Regina und Goteborg konnten schließlich die Patientia entern, dabei wurde der dänische Admiral Pros Mund getötet. Der schwedische Brander Meermann griff die dänisch-norwegische Lindormen an, die Feuer fing und schließlich explodierte. Das schwedische Schiff Nya/Vesterviks Fortuna eroberte das dänisch-norwegische Admiralschiff Oldenborg. Korfite Ulfeldt versuchte sich mit der Tre Løver zurückzuziehen, wurde aber von den niederländischen Schiffen Jupiter, Patentia und Swarte Arent verfolgt. Die Swarte Arent wurde von Tre Løver versenkt, anschließend wurde es von den anderen beiden niederländischen Schiffe geentert, wobei Munds Stellvertreter Korfite Ulfeldt so schwer verletzt wurde das er später verstarb. Unterdessen versuchten die verbliebenen dänisch-norwegischen Schiffe unter der Festung Rodby auf Lolland Schutz zu finden und wurden dabei von den niederländischen Geschwadern verfolgt. Fides, To Løver und Havhesten wurden durch Groote Dolphijn und Haderinne gestellt und geentert. Die Dänen setzten die Schiffe Neptun, Neldebladet, Stormarn, Markattan, Højenhald und Kronfisken sowie ein Galiot bei Lolland auf Grund und die Besatzungen flohen ins Hinterland. Diese Schiffe wurden im weiteren Verlauf von der vereinigten niederländisch-schwedische Flotte geplündert und teilweise (Neptun, Neldebladet, Stormarn, Kronfisken) durch die Niederländer und die Dänen (Markattan, Højenhald) geborgen.
Ein achtes dänisch-norwegisches Schiff – die Delmenhorst – strandete auch, aber ergab sich nicht, also wurde sie vom schwedischen Brander Delfin angegriffen und in Brand gesteckt. Schweden und Niederländer erbeuteten schließlich zehn dänisch-norwegische Schiffe und verbrannten zwei weitere. Drei dänisch-norwegische Kriegsschiffe wurden auf den Strand getrieben und dort geplündert. Nur zwei dänisch-norwegisch Schiffe, die Lammet und die Pelikanen, konnten entkommen und erreichten am 17. Oktober Kopenhagen.

## Folgen
Mit dem Verlust von zwölf Schiffen und Tausenden Matrosen vor Fehmarn war die traditionelle dänische Vorherrschaft auf der Ostsee gebrochen. Zur Landung schwedischer Truppen auf Seeland kam es trotzdem nicht. Dänemark hatte sich mit dem deutschen Kaiser Ferdinand III. verbündet und Torstensson musste sich daher in Holstein zunächst gegen kaiserliche Truppen unter Matthias Gallas behaupten. Da die kaiserliche Hilfe nur halbherzig war, blieben die Schweden auch zu Land Sieger; ihre neugewonnene Seeherrschaft hing aber vor allem von der Unterstützung der Niederländer ab. Dänen und Schweden schlossen 1645 den Frieden von Brömsebro. Erst 1658 gelang es den Schweden, den (zugefrorenen) Belt zu überqueren, nach Seeland überzusetzen und auf Kopenhagen vorzustoßen. Die Niederlande aber wechselten daraufhin die Seiten, retteten die belagerte dänische Hauptstadt und schlugen schließlich die schwedische Flotte im Öresund.

## Die beteiligten Schiffe

### Dänisch-Norwegische Flotte
| Name        | Anzahl Kanonen | Anzahl Besatzung | Kapitän         | Verbleib                                                                             |
| ----------- | -------------- | ---------------- | --------------- | ------------------------------------------------------------------------------------ |
| Patientia   | 48             | 250              | Pros Mund       | von den schwedischen Schiffen Regina and Göteborg erobert                            |
| Stormarn    | 32             | 112              | H. Mund         | vor Lolland auf Grund gesetzt und von den Holländern erobert                         |
| Pelikanen   | 30             | 110              | B. Orning       |                                                                                      |
| Delmenhorst | 28             | 100              | H. Knudsen      | vor Lolland auf Grund gesetzt und durch den Brander Lilla Delfin in Brand gesteckt ⊙ |
| Lammet      | 16             | 103              | F. Nielsen      |                                                                                      |
| Markattan   | 16             | 72               | Joh. Koppen     | vor Lolland auf Grund gesetzt und später von den Dänen geborgen                      |
| Tre Løver   | 38             | 194              | Korfite Ulfeldt | Erobert von der holländischen Patentia                                               |
| Højenhald   | 8              | 25               | S. Haugers      | vor Lolland auf Grund gesetzt und später von den Dänen geborgen                      |
| Lindormen   | 40             | 200              | Joachim Grabow  | vor Fehmarn versenkt durch den Brander Meerman ⊙                                     |
| Fides       | 28             | 104              | K. Kaas         | Erobert von der Harderinne                                                           |
| To Løver    | 24             | 104              | M. Bruun        | Erobert von der Groote Dolphijn                                                      |
| Havhesten   | 14             | 82               | L. Bertelsen    | Erobert von den Holländern                                                           |
| Kronfisk    | 20             | 104              | K. Holst        | vor Lolland auf Grund gesetzt und erobert von den Holländern                         |
| Neldebladet | 24             | 102              | R. Williams     | vor Lolland auf Grund gesetzt und erobert von den Holländern                         |
| Neptunus    | 28             | 99               | M. Mortensen    | vor Lolland auf Grund gesetzt und erobert von den Holländern                         |
| Oldenborg   | 42             | 200              | S.v. Jasmund    | Erobert von der Nya Fortuna                                                          |
| Galioten    | 2              | 6                | R. A. Stud      | vor Lolland auf Grund gesetzt und geborgen worden                                    |
| 17          | 438            | 1967             |                 |                                                                                      |

### Schwedische Flotte
| Name                   | Anzahl Kanonen | Anzahl Besatzung | Kapitän         | Verbleib                                        |
| ---------------------- | -------------- | ---------------- | --------------- | ----------------------------------------------- |
| Smålands Lejon         | 40             | 184              | K.G. Wrangel    |                                                 |
| Regina                 | 37             | 164              | A. Duquesne     |                                                 |
| Goteborg               | 36             | 188              | M. Corneliusson |                                                 |
| Leoparden              | 30             | 128              | R. Stafford     |                                                 |
| Nya/Vesterviks Fortuna | 24             | 122              | J. de Boer      |                                                 |
| Kattan                 | 22             | 90               | T.A. Speck      |                                                 |
| Meerman                | Brander        | 30               | J. Jochimsen    | bei der Inbrandsetzung der Lindormen versenkt   |
| Caritas                | Brander        | 20               | M. Corneliusson |                                                 |
| Postpferd              | 2              | 9                |                 |                                                 |
| Draken                 | 40             | 189              | P. Plum         |                                                 |
| Jagaren                | 30             | 132              | E.M. Wien       |                                                 |
| Havfrun                | 24             | 102              | C.A. Cattwijk   |                                                 |
| Achilles               | 26             | 123              | J.A. de Vries   |                                                 |
| Svanen                 | 28             | 113              | T. Henriksson   |                                                 |
| Gl. Fortuna            | 18             | 124              | P. Lucifer      |                                                 |
| Galiot                 |                | 9                |                 |                                                 |
| Tre Kronor             | 34             | 146              | Berent Stubbe   |                                                 |
| Lammet                 | 12             | 86               | C.A. Nawe       |                                                 |
| Fenix                  | 14             | 46               | D. Olufsson     |                                                 |
| Lilla Delfin           | Brander        | 30               | Banos           | bei der Inbrandsetzung der Delmenhorst gesunken |
| 20                     | 417            | 2035             |                 |                                                 |

### HolländischeFlotte
| Name              | Anzahl Kanonen | Anzahl Besatzung | Kapitän                   | Verbleib                                |
| ----------------- | -------------- | ---------------- | ------------------------- | --------------------------------------- |
| Jupiter           | 34             | 85               | Thijssen Anckerhjelm      |                                         |
| Coninck v. Sweden | 28             | 60               | C. Sipkens                |                                         |
| Campen            | 26             | 60               | D. Corneliussen           |                                         |
| Patienta          | 24             | 60               | A. Gabbesen               |                                         |
| Witte Engel       | 34             | 76               | H. Diericx                |                                         |
| Prins             | 20             | 57               | C.J. Nauooge              |                                         |
| Brouwer           | 20             | 55               | C.J. Brouwer              |                                         |
| Harderinne        | 8              | 30               | C. Janssen                |                                         |
| Groote Dolphijn   | 38             | 80               | Hendrik Gerretsen         |                                         |
| Swarte Rave       | 26             | 75               | J. Terstegen              |                                         |
| Swarte Arent      | 22             | 75               | J. Sieuwertsz (Spanimess) | von der Tre Løver vor Lolland versenkt⊙ |
| S.T. Maerten      | 20             | 75               | A. Wittboom               |                                         |
| Liefde v. Horn    | 20             | 40               | S.D. Crab                 |                                         |
| S.T. Matheus      | 24             | 70               | P.P. Sloos                |                                         |
| Groot Vlissingen  | 26             | 90               | Pieter Marcussen          |                                         |
| Gegroonde Liefde  | 31             | 60               | C.L. Blaeuw               |                                         |
| Nieuw Vlissingen  | 24             | 90               | W.H. Metaleman            |                                         |
| Vergulde Posthorn | 20             | 55               | J. Pieterssen             |                                         |
| Wapen Medenblik   | 20             | 70               | L. Pieterssen             |                                         |
| Nieuw Gottenburg  | 22             | 52               | J. Gabbesen               |                                         |
| Galiot            | 2              | 6                | A. Janssen                |                                         |
| 21                | 489            | 1321             |                           |                                         |

### Die Prisen
- Oldenborg (Baujahr 1628) ging an Schweden als Oldenburg gestrichen 1668[19]
- Patientia (Baujahr 1616) ging an Schweden als Patentia, zuletzt erwähnt 1654[20]
- Tre Løver (Baujahr 1638) ging an Schweden als Tre Lejon, strandete 1667[21]
- Fides (Baujahr 1615) ging an Schweden als Fides, strandete 1669[22]
- To Løver (Baujahr 1631) ging an Schweden als Tu Lejon, zuletzt erwähnt 1654[23]
- Kronfisk (Baujahr 1631) ging an Schweden als Kronfisk, strandete 1655[24]
- Neldebladet (Baujahr 1618) ging an Schweden als Neldebladet, strandete 1656[25]
- Neptunus (Baujahr 1644) ging an Schweden als Neptunus, strandete 1659[26]
- Havhesten (Baujahr 1617) ging an Schweden als Havhesten, zuletzt erwähnt 1644[27]
- Stormarn (Baujahr 1644) ging an Schweden, Verbleib unbekannt[28]

## Datumshinweis
Die Seeschlacht bei Fehmarn fand nach dem heute geltenden Gregorianischen Kalender, welcher ab 1582 eingeführt wurde, am 23. Oktober 1644 statt. Da sich die beteiligten Staaten zum damaligen Zeitpunkt allerdings noch nach dem Julianischen Kalender orientierten (Dänemark führte die Kalenderreform im Jahre 1700 durch), ergibt sich hierbei in manchen Quellen eine Differenz in der Datumsangabe von zehn bis elf Tagen, deshalb ist in manchen Literaturverweisen die Schlacht auf den 13. Oktober 1644 datiert. Dieses Datum ist nicht falsch, entspricht aber nicht der heutigen Kalenderrechnung.